# Ufologie
Ufologia este un neologism inventat pentru a descrie eforturile colective ale celor care studiază obiectele zburătoare neidentificate (OZN), rapoarte și dovezi asociate. Deși ufologia nu reprezintă un domeniu academic de cercetare, OZN-urile au fost supuse diferitelor investigații de-a lungul anilor de către guverne și academicieni independenți. Nici unul dintre aceste studii n-a ajuns la concluzia în mod oficial că vreun raport ar fi cauzat de nave spațiale extraterestre (de exemplu Seeds 1995: A4). Unele studii au fost neutre în concluziile lor, dar au susținut că principalele cazuri inexplicabile trebuiesc studiate științific în continuare. Cu toate acestea, marea majoritate a OZN-uri care au fost examinate de către anchetatori calificați se dovedesc a avea mai degrabă explicații terestre 
Ufologia este în general considerată de sceptici și educatorii științifici ca un exemplu canonic de pseudoștiință.

## Etimologie
Conform Dicționarului englez Oxford, una din primele utilizări ale cuvântului ufologie poate fi găsită în suplimentul literar al ziarului Times din 23 ianuarie 1959, în care se spune: articolele, rapoartele și studiile birocratice care au fost scrise despre acestă vizită uimitoare constituie ufologie. Acest articol a fost tipărită la opt ani după ce Edward J. Ruppelt de le USAF a creat cuvântul OZN, în 1951. 

## Context și statut științific
Ufologia nu a fost îmbrățișată pe scară largă de către mediul academic ca un domeniu de studiu științific, chiar dacă acesta a fost, în primele zile, obiectul unor studii științifice pe scară largă care a produs rapoartele descrise de urmărire. În august 2008, Universitatea din Melbourne a oferit lui Martin Plowman primul doctorat de filosofie în ufologie..

## Clasificarea OZN-urilor

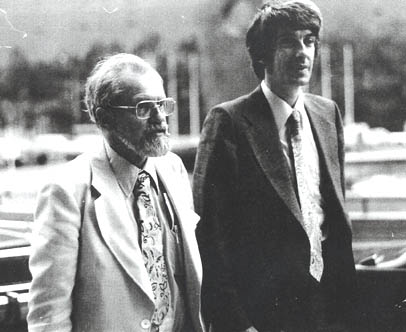
J. Allen Hynek (stânga) și Jacques Vallée

Unii cercetători recomandă ca observațiile să fie clasificate în funcție de caracteristicile fenomenului sau ale obiectului care sunt înregistrate sau raportate. Categoriile tipice sunt:
- Farfurie, top-jucărie sau disc în formă de navă, fără propulsie vizibilă sau audibilă. (Ziua și noaptea)
- Lumini rapide care se mișcă sau lumini cu capacitatea aparentă de a-și schimba rapid direcția si apoi de a se opri brusc, ceea ce este imposibil pentru aeronavele convenționale.
- Nave mari triunghiulare sau cu un model triunghiular din lumină
- Nave în formă de trabuc cu ferestre luminate (mingile de foc datorate meteoriților sunt raportate, uneori, în acest fel).
- Altele: săgeți, triunghiuri echilaterale, sfere, cupole, diamante, mase diforme negre, ouă și cilindrii.

### Sistemul Hynek
Această terminologie și sistemul de clasificare din spatele ei a fost începută de către astronomul si ufologul J. Allen Hynek, și a fost sugerată pentru prima oară în 1972 în cartea lui Experienta OZN: o investigație științifică. El a introdus primele trei tipuri de întâlniri.

## Vezi și
- Listă de ufologi